# Feministische Avantgarde
Feministische Avantgarde. Kunst der 1970er-Jahre aus der Sammlung Verbund ist eine internationale Ausstellungsreihe und eine umfangreiche Publikation der österreichischen Kunstkritikerin Gabriele Schor zu feministischer Kunst der zweiten Hälfte des 20. Jahrhunderts.

## Begriff „Feministische Avantgarde“
Die feministische Kunstbewegung der zweiten Hälfte des 20. Jahrhunderts wird in der etablierten Kunstgeschichte bisher nicht zur „Avantgarde“ der Nachkriegszeit, wie etwa Pop Art, Fluxus oder Wiener Aktionismus, gezählt. Eine Ausnahmeposition nahm, laut Gabriele Schor, Lawrence Alloway ein, der 1976 in seinem Artikel Womens’ Art in the ’70s schrieb: „Die Frauenbewegung in der Kunst kann als Avantgarde bezeichnet werden, da ihre Protagonistinnen in ihrem Drängen auf eine Veränderung der bestehenden sozialen Ordnung in der Kunstwelt vereint sind.“ Noch in den 1990er Jahren wurde feministische Kunst der 1970er mitunter als „Hausfrauen-Klage“ verspottet. Ein kunstgeschichtlicher Rang wurde ihr erst spät zugestanden. Die Ausstellung WACK! Art and the Feminist Revolution dokumentierte 2007 mit 120 internationalen Künstlerinnen erstmals umfassend den Zusammenhang von Kunst und Feminismus und fand in renommierten Häusern wie dem Museum of Contemporary Art in Los Angeles und im Museum of Modern Art statt. Ein Kritiker der New York Times schrieb: „Kuratoren und Kritiker haben zunehmend erkannt, dass vom Feminismus die einflussreichsten Impulse in der Kunst des späten 20. und beginnenden 21. Jahrhunderts ausgegangen sind. Es gibt fast keine neuen Werke, die davon nicht beeinflusst wären […]“ Obwohl ihre historische Leistung als eine Vorreiterin der Kunst unbestritten ist, findet feministische Kunst in maßgeblichen deutschsprachigen Lexika wie zum Beispiel denen des Metzler-Verlags unter dem Stichwort „Avantgarde“ keine Erwähnung. Mit dem Begriff „Feministische Avantgarde“, der der Ausstellung ihren Titel gab, verbindet Schor den Anspruch, die Pionierleistungen feministischer Künstlerinnen der 1970er Jahre hervorzuheben sowie den männlich konnotierten Kanon von „Avantgarde“ zu erweitern und in der Kunstgeschichte zu verankern.

## Merkmale feministischer Kunst der 1970er Jahre
Zentrale Themen der feministischen Künstlerinnen in Europa und auf beiden amerikanischen Kontinenten waren: Anprangerung der familiären, gesellschaftlichen und politischen Situation von Frauen, Selbstdarstellungen von Frauen, Befreiung des weiblichen Körpers von ästhetischer Idealisierung, Erweiterung der Dimension des Privaten ins Öffentliche. Feministische Künstlerinnen können als Pionierinnen des künstlerischen Ausdrucks und der visuellen Reflexion dieser Themen gelten. Die feministische Kunst der 1970er Jahre dekonstruierte die jahrhunderte- wenn nicht jahrtausendealten, nahezu ausschließlich von Männern formulierten Versionen des Frauenbildes und schuf neue Repräsentationen der Frau in der bildenden Kunst. Feministische Künstlerinnen handelten nach der Devise der Frauenbewegung der gleichen Zeit: Das angeblich Private und Persönliche wird öffentlich und ist politisch relevant.
Feministische Künstlerinnen nutzten vorrangig neue Medien wie Fotografie, Film und Video, sowie (Raum-)Installationen, Aktionen und Performances. Diese Medien erschienen ihnen weniger von der männlich dominierten Kunstgeschichte vorgeprägt als Malerei und Bildhauerei. Zu einer Zeit, als die Fotografie – und erst recht Video – noch nicht allgemein als Kunstformen anerkannt wurden, ermöglichten diese Medien den Künstlerinnen, sich unabhängig von der kunsthistorischen Tradition auszudrücken. Mit neuen Medien konnten sie schneller und zeitgemäßer ihre aktuellen gesellschaftlichen Themen, wie Körper-Politik und Geschlechterrollen, in künstlerische Arbeiten umsetzen.

## Ausstellungsreihe
Die Ausstellungen umfassen über 600 Werke internationaler Künstlerinnen, die in den Jahren zwischen 1915 und 1958 geboren sind. Die Zusammenstellung der Werke basiert auf der 2004 begründeten Forschungsarbeit von Gabriele Schor für die Sammlung Verbund in Wien. Neben den Werken und Fotografien von Aktionen renommierter Künstlerinnen zeigt die Ausstellungsreihe auch jahrzehntelang vergessene Arbeiten bekannter und unbekannter Künstlerinnen. Erstmals wurde die Ausstellung 2010 in der Galleria Nazionale d’Arte Moderna in Rom gezeigt. Sie wanderte nach Madrid, Brüssel, Halmstad (Schweden), Hamburg, London, Wien, Karlsruhe, Stavanger (Norwegen), Brünn und Barcelona.
Viele der gezeigten Werke zielen darauf, Frauen zugewiesene Rollen abzulegen, sie zu überschreiten. Feministische Künstlerinnen fassten traditionelle Rollen wie Hausfrau, Ehefrau und Mutter als einschränkend auf, die sie zu Objekten oder gar zu Opfern der patriarchalen gesellschaftlichen Verhältnisse machten. Mittels ihrer Kunst und Aktionen wollten sie mehr Selbstbestimmung erlangen, indem sie neue Frauenbilder selbst gestalteten und auch ihre Sexualität freier lebten. Die beteiligten Künstlerinnen nutzten in ihrer Kunst alltägliche Handlungen der Haushaltsarbeit, des Familienlebens, der Mutterschaft und des „sich (für den Mann) schön Machens“, um sich davon zu distanzieren und zu befreien, um darüber hinauszuwachsen, die Tätigkeiten umzudeuten und mit ihnen zu spielen. Manche Künstlerinnen fanden drastische Bilder für ihr Aufbegehren gegen die Reduzierung der Frauenrolle auf Hausfrau und Mutter: Birgit Jürgenssen hängte sich 1975 eine Küchenschürze in Form eines Backofens um; Renate Eisenegger bügelte einen Flur; Karin Mack legte sich selbst auf ein Bügelbrett; Annegret Soltau spann sich mit Fäden ein, andere Künstlerinnen mit Seilen. Ob mit Wäscheklammern oder Klebeband – manche Künstlerinnen praktizierten Bondage mit Alltagsgegenständen bis zum Schmerz.
Feministische Kunst der 1970er-Jahre thematisierte erstmals umfassend weibliche Erotik aus der Sicht von Frauen – oft fernab des normierten Schönheitsbegriffs, oder diesem bewusst entgegenwirkend. Einige Künstlerinnen (u. a. Penny Slinger, Renate Bertlmann, VALIE EXPORT) fanden originelle, teils humorvolle, fröhliche, teils (auto-)aggressive Inszenierungen für ihren Körper und ihre Vulva. Judy Chicagos „Dinner Party“ zeigte einen Tisch voller Vulva-Symbole in Form von bemalten Keramik-Reliefs bzw. auf Teller gemalt. Als Rebellion gegen den Zwang zum Schön-Sein presste Ana Mendieta 1972 ihr Gesicht gegen eine Glasscheibe, um es zerquetscht zu entstellen. Wenige Jahre später tat Katalin Ladik das Gleiche in Jugoslawien (ohne Ana Mendietas Arbeit zu kennen). Andere Künstlerinnen setzten sich in Beziehung zu allegorischen Statuen und Gemälden. Diese seit Jahrhunderten von Männern geschaffenen weiblichen Figuren waren entweder schöne Allegorien für z. B. „Gerechtigkeit“ oder „Weisheit“, oder sie stellten Heilige oder Göttinnen dar. In ihren Video-Performances interagierte Ulrike Rosenbach mittels Überblendungen u. a. mit Botticellis Gemälde Die Geburt der Venus. In „Glauben Sie nicht, dass ich eine Amazone bin“ schoss Rosenbach mit Pfeilen auf eine Reproduktion von Stefan Lochners Madonna im Rosenhag und somit auf sich selbst, da ihr Gesicht über das der Madonna projiziert wurde. So vermischten sich das Bild der reinen, asexuellen Maria mit dem einer Amazone, womit die Künstlerin die Klischees beider Frauenbilder zu dekonstruieren beabsichtigte. Besonders weit trieb die Rollenspiele mit überkommenen Frauen-Stereotypen die Fotografin Cindy Sherman.
Zudem nahmen feministische Künstlerinnen in ihren Werken, die in den 1970er Jahren entstanden, erstmals einen zentralen Gedanken des französischen Poststrukturalismus auf: Sie stellten den westlichen Subjekt-Begriff in Frage, der einen Menschen (zumal einen weißen, heterosexuellen Mann) als ein einheitliches, seiner selbst bewusstes Wesen mit einer eindeutigen Identität imaginierte. Die feministischen Werke und Aktionen kritisierten somit nicht nur das von Männern bestimmte Bild der Frau, sondern sie fassten menschliche Subjektivität grundsätzlich durchlässiger und wandelbarer auf. Typisch für feministische Kunst der 1970er Jahre war z. B. die ironische Aneignung und Zurschaustellung „männlicher“, machohafter Posen – mittels ihrer eigenen, weiblichen, teils entblößten Körper. Damit überschritten sie die streng in zwei Geschlechter geteilten Vorstellungen von Individuen und Gesellschaft.

## Themen
Die Ausstellung ist in fünf Themen unterteilt:
- Ehefrau, Hausfrau und Mutter
- Eingesperrt – Ausbruch
- Schönheitszwänge und Körper
- Weibliche Sexualität
- Rollenspiele

## Stationen
- DONNA. Avanguardia femminista negli anni '70, Galleria Nazionale d’Arte Moderna, Rom, Italien, 19. Februar – 16. Mai 2010[14]
- MUJER. La vanguardia feminista de los anos 70, PHotoEspana, Círculo de Bellas Artes, Madrid, Spanien, 3. Juni – 1. Sep. 2013[15]
- WOMAN. The Feminist Avant-garde from the 1970s. Works from the SAMMLUNG VERBUND collection, Vienna. Palais des Beaux-Arts de Bruxelles, Belgien, 18. Juni – 31. August 2014[16]
- Woman – Internationellt feministiskt avantgarde från 1970-talet Works. Foto & video från SAMMLUNG VERBUND. Mjellby konstmuseum – Halmstadgruppens museum, Halmstad, Schweden, 20. September 2014 – 11. Januar 2015[17]
- Feministische Avantgarde der 1970er-Jahre. Werke aus der SAMMLUNG VERBUND, Wien. Hamburger Kunsthalle, Hamburg, Deutschland, 13. März – 31. Mai 2015[18]
- Feminist Avant-Garde of the 1970s. Works from the SAMMLUNG VERBUND Collection, Vienna, The Photographers’ Gallery, London, UK, 6. Okt. 2016 – 8. Januar 2017[19]
- WOMAN. Feministische Avantgarde der 1970er-Jahre. Werke aus der SAMMLUNG VERBUND, Wien, Museum Moderner Kunst Stiftung Ludwig Wien, Österreich, 4. Mai – 10. Sep. 2017[20][21][22]
- Feministische Avantgarde der 1970er Jahre aus der Sammlung Verbund, Wien, ZKM Zentrum für Kunst und Medien, Karlsruhe, Deutschland, 18. November 2017 – 1. April 2018[23][24][25]
- WOMAN. The Feminist Avant-Garde of the 1970s. Works from the SAMMLUNG VERBUND collection, Vienna, MUST Stavanger Art Museum, Stavanger, Norwegen, 15. Juni – 14. Okt. 2018[26][27]
- Feminist Avant-garde / Art of the 1970s, SAMMLUNG VERBUND Collection, Vienna, Dům umění města Brna (Haus der Kunst der Stadt Brünn), Tschechische Republik, 12. Dez. 2018 – 24. Feb. 2019[28]
- FEMINISMS! CCCB – Centre de Cultura Contemporània de Barcelona, Spanien, 19. Juli – 6. Jänner 2020.[29][30]
- Feminist Avant-Garde of the 1970s, Museu de Arte Contemporânea da Universidade de São Paulo (MAC USP), São Paulo, Brasilien, 1. Sep. 2020 – 1. Jan. 2021.[31]
- Feministische Avantgarde Made in Austria, Vertikale Galerie in der Verbund-Zentrale, Wien, 19. Februar – 5. Juni 2020.[32][33][34][35]
- Female Sensibility: Feministische Avantgarde aus der SAMMLUNG VERBUND, Lentos Kunstmuseum, Linz, 24. September 2021 bis 9. Januar 2022.[36][37]
- Une Avant-Garde féministe. Photographies et performances des années 1970 de la Collection Verbund, Vienne. Hauptausstellung des Fotografie-Festivals Les Rencontres de la Photographie d’Arles, Frankreich, 4. Juli – 25. September 2022.[38]

## Beteiligte Künstlerinnen
- Helena Almeida (1934–2018)
- Emma Amos (* 1973)
- Sonia Andrade (* 1935)
- Eleanor Antin (* 1935)
- Anneke Barger (* 1939)
- Lynda Benglis (* 1941)
- Judith Bernstein (* 1942)
- Renate Bertlmann (* 1943)
- Tomaso Binga (* 1931)
- Dara Birnbaum (1946–2025)
- Teresa Burga (1935–2021)
- Marcella Campagnano (* 1941)
- Elizabeth Catlett (1915–2012)
- Judy Chicago (* 1939)
- Linda Christanell (* 1939)
- Veronika Dreier (* 1954)
- Orshi Drozdik (* 1946)
- Lili Dujourie (* 1941)
- Mary Beth Edelson (1933–2021)
- Renate Eisenegger (* 1949)
- Rose English (* 1950)
- Valie Export (* 1940)
- Gerda Fassel (1941–2025)
- Esther Ferrer (* 1937)
- Marisa Gonzalez (* 1945)
- Eulàlia Grau (* 1946)
- Barbara Hammer (1939–2019)
- Margaret Harrison (* 1940)
- Lynn Hershman Leeson (* 1941)
- Alexis Hunter (1948–2014)
- Mako Idemitsu (* 1940)
- Sanja Iveković (* 1949)
- Birgit Jürgenssen (1949–2003)
- Kirsten Justesen (* 1943)
- Auguste Kronheim (1937–2021)
- Ketty La Rocca (1938–1976)
- Leslie Labowitz-Starus (* 1946)
- Suzanne Lacy (* 1945)
- Katalin Ladik (* 1942)
- Suzy Lake (* 1947)
- Brigitte Lang (* 1953)
- Natalia LL (1937–2022)
- Lea Lublin (1929–1999)
- Karin Mack (* 1940)
- Dindga McCannon (* 1947)
- Ana Mendieta (1948–1985)
- Anita Münz (* 1957)
- Rita Myers (* 1947)
- Senga Nengudi (* 1943)
- Lorraine O’Grady (* 1934)
- Orlan (* 1944)
- Florentina Pakosta (* 1933)
- Gina Pane (1939–1990)
- Letítia Parente (1930–1991)
- Ewa Partum (* 1945)
- Friederike Pezold (* 1945)
- Margot Pilz (* 1936)
- Howardena Pindell (* 1943)
- Ingeborg G. Pluhar (* 1944)
- Lotte Profohs (1934–2012)
- Angels Ribé (* 1943)
- Ulrike Rosenbach (* 1943)
- Martha Rosler (* 1943)
- Brigitte Aloise Roth (1951–2018)
- Suzanne Santoro (* 1946)
- Carolee Schneemann (1939–2019)
- Lydia Schouten (* 1955)
- Elaine Shemilt (* 1954)
- Cindy Sherman (* 1954)
- Penny Slinger (* 1947)
- Annegret Soltau (* 1946)
- Anita Steckel (1930–2012)
- Gabriele Stötzer (* 1953)
- Betty Tompkins (* 1945)
- Regina Vater (* 1943)
- Marianne Wex (1937–2020)
- Hannah Wilke (1940–1993)
- Martha Wilson (* 1947)
- Francesca Woodman (1958–1981)
- Nil Yalter (* 1938)

## Publikation
- Gabriele Schor (Hrsg.): Avantguardia Feminista Negli Anni '70, dalla Sammlung Verbund di Vienna. Electa, Rom 2010, ISBN 978-88-370-7414-2
- Gabriele Schor (Hrsg.): Feministische Avantgarde. Kunst der 1970er-Jahre. Werke aus der Sammlung Verbund, Wien. (Begleitend zur Ausstellung.) Erweiterte Ausgabe. Prestel, München 2016, ISBN 978-3-7913-5627-3. Das in Deutsch und Englisch erschienene Buch umfasst neben Texten und Abbildungen zu allen ausgestellten Künstlerinnen vier kunstwissenschaftliche Beiträge von Gabriele Schor, Mechtild Widrich, Merle Radtke und Brigitte Borchhardt-Birbaumer.
- Im Sommer 2020 erschien eine erweiterte Ausgabe des Buches in Englisch: Feminist Avant-Garde. Art of the 1970s in the VERBUND COLLECTION, Vienna, gebunden, 672 Seiten, 23 × 28 cm, 200 farbige Abbildungen, 500 s/w Abbildungen. ISBN 978-3-7913-5971-7[39]

## Auszeichnungen
- Vienna Art Award 2013[40]
- ACCA Award (L’Associació Catalana de Crítics d’Art Award), Barcelona 2019[41]